# Лос Фреснос (округ Веб, Тексас)
Лос Фреснос (енгл. Los Fresnos, Webb County) насељено је место без административног статуса у америчкој савезној држави Тексас.

## Демографија
По попису из 2010. године број становника је 67.
| Група             | 2000.    | 2010.      |
| Белци             | 0 (0,0%) | 1 (1,5%)   |
| Афроамериканци    | 0 (0,0%) | 0 (0,0%)   |
| Азијати           | 0 (0,0%) | 0 (0,0%)   |
| Хиспаноамериканци | 0 (0,0%) | 66 (98,5%) |
| Укупно            | 0        | 67         |